# 이카야키

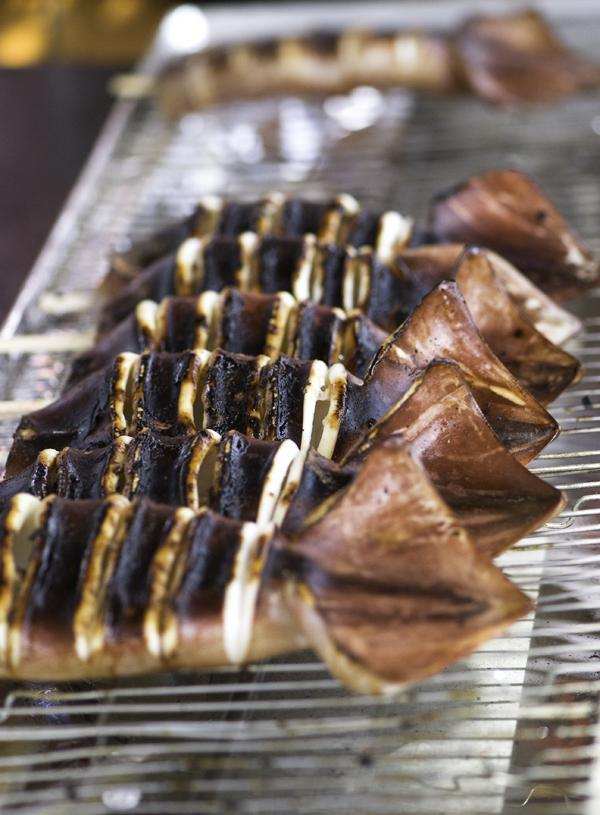
이카야키

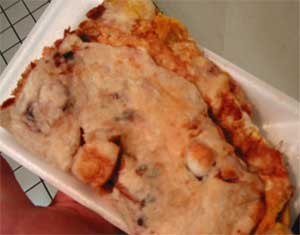
오사카 발상 이카야키

이카야키(일본어: イカ焼き)는 일본의 오징어 요리이다. 이카야키는 오징어를 통째로 사용하여 달고, 짠 간장맛의 구운 요리와 오사카 발상으로 여겨지는 오징어를 넣은 크레페 모양의 요리의 두 종류가 존재한다.